# Saccolaimus flaviventris
Saccolaimus flaviventris là một loài động vật có vú trong họ Dơi bao, bộ Dơi. Loài này được Peters mô tả năm 1866.